# Gecombineerde Krabben- en Graspolder
De Gecombineerde Krabben- en Graspolder is een voormalig waterschap in de gemeente Rozenburg, in de Nederlandse provincie Zuid-Holland. Het werd in 1972 opgeheven en bij de gemeenten Rozenburg en Rotterdam gevoegd. Nu is het gebied een onderdeel van de Rotterdamse haven.